# Viktor Blom
Viktor Blom (* 26. září 1990) je švédský profesionální pokerový hráč, známý pod přezdívkou Isildur1. Začátek jeho pokerového úspěchu je datován ke konci roku 2009 Byl součástí deseti největších pokerových her v historii online pokeru. V prosinci 2010 bylo oznámeno že, tehdy ještě anonymitou zahalený Isildur1 se připojí k největší pokerové online herně Pokerstars a že se stane jedním z hernou sponzorovaných profesionálů. Blomova identita byla odhalena 8. ledna 2011 při promo akci herny PokerStars na turnaji PokerStars Caribbean Adventure.

## Kariéra
Isildur1 se poprvé objevil na herně Full Tilt Poker 16. září roku 2009 ale zůstal pokerovými fanoušky a profesionály nezpozorován do listopadu téhož roku kdy začal hrát proti známým profesionálům jako Tom Dwan, Phil Ivey, Brian Townsend, Cole South a Patrik Antonius na nejvyšších limitech od 50/100 až po 500/1000 dolarů. Dosáhl vrcholu kariéry 15. listopadu kdy jeho profit na herně Full Tilt Poker dosáhl k hranici 5 miliónů dolarů. Do půlky prosince ale z profitu přešel až do ztrát 2 miliónů dolarů, obsahující prohru přibližně 4 miliónů dolarů do hráče Brian Hastings 8. prosince 2009, kdy hráli heads-up na limitech 500/1000 dolarů Pot-Limit Omahu po dobu pěti hodin.
Dle interview s Full Tilt pro Patrikem Antoniusem, Isildur1 měl bankroll přibližně o velikosti 2000 dolarů v lednu 2009. Vybudoval svůj bankroll až k částce 1,4 miliónu za neuvěřitelnou dobu několika týdnů a poté začal hrát na herně Full Tilt Poker v září. Nejprve zde hrál proti Haseebu Qureshi, high stakes regulárovi na limitech 100/200 dolarů. Po 24 hodinách Isildur1 vyhrál skoro 500 000 dolarů. Následně zmizel na měsíc, aby se poté střetnul s hráči světové špičky jako Brian Townsend, Patrik Antonius a Cole South na stolech s limity od 200/400 do 500/1000 dolarů a utrpěl ztrátu miliónu dolarů. Po jeho prohře nicméně vyhrál zpět přibližně 2 milióny dolarů od Townsenda a Southa během konce října 2009.
S profitem více než 1 000 000 dolarů na FullTiltu se Isildur1 posadil na šest heads-up 500/1000 dolarů stolu a čekal na kohokoli, kdo by se s ním střetnul na takovýchto limitech. Jeho prvním oponentem byl Tom Dwan, který je známý jako jeden z nejlepších online hráčů v headsupu. Hráli na šesti stolech zároveň a na konci týdne Isildur1 skončil s neuvěřitelnou výhrou přes 5 miliónů dolarů. Poté Blom vyzval Patrika Antoniuse od kterého vyhrál přes 1,6 miliónu. Ke dni 15. listopadu dosáhl svého vrcholu s profitem 5,98 miliónu dolarů v herně Full Tilt. Nedávno se Viktor Blom stal sponzorovaným profesionálem na herně PokerStars kde se stal součástí jejich promo akce „Superstar Showdown“. Je ochoten přijmout výzvu od kohokoli, kdo je s ním ochoten odehrát 2500 hand na limitech 50/100 dolarů na čtyřech stolech zároveň ve hře No Limit Hold'Em nebo Pot Limit Omaha.
Blom se také střetnul s Philem Ivey, mnohými považovaného za nejlepšího hráče světa, aby spolu hráli tři stoly heads-up NL Holhemu na limitech 500/1000 dolarů. Po týdnu hraní Blom prohrál přes 3,2 miliónu dolarů a v pozdějších interview prohlásil, že Ivey byl nejtěžším oponentem, se kterým kdy hrál.
Patrik Antonius poté vyzval Bloma na odvetu ale již ne v Holdemu ale v Pot-limit Omaze, kde neměl Blom moc zkušeností. To mělo za následek prohru 3 miliónů dolarů v jediném dni, v kterém byl mimo jiné pokořen rekord co se týče profitu/ztráty pro jednoho hráče v jediném dni. Tento rekord byl překonán o měsíc později v dnes již legendární matchi proti Brianu Hastingsovi. Následujíc den hrál Blom s Antoniusem odvetu ve které vyhrál zpět $2 milióny. Celkový profit Victora Bloma se poté pohyboval okolo hodnoty 2 miliónů dolarů až do 8. prosince 2009, kdy se střetnul s Brianem Hastingsem. Hráli na 6 stolech 500/1000 dolarů Pot-limit Omahu po dobu pěti hodin, za které zvládl Hastings vyhrát 4,2 miliónu dolarů, což se stalo světovým rekordem online pokeru ve velikosti profitu za jeden den.
Blomův konečný výsledek na herně Full Tilt počínaje jeho prvním objevením na high stakes v září 2009 a konče říjnem 2010 kdy byl naposledy spatřen na této herně je ztráta přes 2,5 miliónu dolarů. Nyní Victor Blom hraje na Poker Stars jako jeden ze sponzorovaných profesionálů herny.